# Myeloidní supresorová buňka
Myeloidní supresorové buňky (anglicky Myeloid derivated suppressor cells, MSDC) jsou heterogenní populace buněk, která svou supresorovou aktivitou negativně ovlivňuje imunitní odpověď organismu během zánětů, infekcí, transplantací či nádorových a autoimunitních onemocněních.
Poprvé byly tyto buňky popsány kolem roku 1960 jako nezralé buňky myeloidního původu, iniciující leukemickou reakci u myší nesoucích nádor. Dnes je známo, že se jedná o populaci buněk, tvořenou myeloidními prekurzory a nezralými myeloidními buňkami (IMC), která se za patologických podmínek není schopna diferencovat ve zralé myeloidní buňky. Zdravý jedinec, v rámci myeloidní hematopoézy, diferencuje IMC na příslušné myeloidní linie granulocytů, monocytů nebo dendritických buněk. Výsledkem patologické myelopoézy je však expanze velkého množství buněk MDSC. Aktivace těchto buněk je následně svázána se zvýšenou expresí imunitních supresorových faktorů (argináza 1, iNOS, NO a ROS), které se podílí na regulaci imunitní odpovědi, inhibici efektorových buněk a stimulaci nádorové angiogeneze.

## Klasifikace
MDSC jsou popsány samostatně pro lidský a myší model a u obou těchto skupin jsou následně děleny do dalších subtypů. Populaci těchto buněk lze od zralých myeloidních buněk odlišit na základě absence povrchových markerů specifických pro granulocyty, monocyty, makrofágy a dendritické buňky.
Myší MDSC jsou identifikovány dle exprese myeloidních markerů GR1+ a CD11b+. CD11b je podjednotka β2 integrinu Mac1, která se účastní migrace buněk a adheze leukocytů. Gr1 antigen na povrchu monocytů, makrofágů a granulocytů je asociován s molekulami LY6C nebo Ly6G, na které jsou rozpoznávány specifickou protilátkou RB6-8C5. Individuální vazbou protilátky na antigen jedné z těchto molekul jsou myší MDSC rozděleny do dvou skupin: granulocytární MDSC (Ly6G+,Ly6Clo), které na svém povrchu vytvářejí komplex CD11 b+ Ly6G+,Ly6Clo; nebo monocytární MDSC (Ly6G-,Ly6Chi), vytvářející na svém povrchu komplex CD11 b+ Ly6G-,Ly6Chi. Myší kostní dřeň je tvořena z 20-30% buňkami s fenotypem GR1+ a CD11b+ a velmi malou část lze detekovat též ve slezině.
Lidské MDSC jsou definovány jako CD11b+ CD33+ buňky, které u myeloidní a granulocytární linie exprimují stejnojmenné specifické markery CD11b+ a CD33+. Myeloidní MDSC jsou charakteristické přítomností CD14+ molekul a zároveň absencí MHC II. molekul HLA-DR. Granulocytární MDSC postrádají molekulu CD14+ a lze u nich detekovat vysoký počet CD15+ buněk v periferní krvi jedince. Obdobně, jako u myší, jsou lidské MDSC rozděleny do dvou skupin: granulocytární CD11b+ CD33+CD14-CD15+ (příp. Lin HLA-DR- CD33+); a monocytární CD11b+ CD33+CD14+ (příp. CD14+HLA-DRneg/lo). V nedávně době byla zmíněna i další skupina lidských MDSC. Ta je tvořena myeloidními buňkami kostní dřeně, které jsou specifické markery CD11lo a CD16-.

## Funkce
MDSC buňky jsou často spojovány s rozvojem chronických zánětů a nádorových onemocnění. Buňky nádorové a stroma produkují typické faktory, iniciující výstavbu nádorové tkáně a potlačení reaktivity imunitního systému. Těmi mediátory jsou různé růstové faktory, stimulující cytokiny, angiogenetické faktory, radioaktivní formy kyslíku (ROS), oxidy dusíku (NO) nebo TGF β1, přispívající k anergii efektorových buněk. V zánětlivém nebo národovém prostředí dochází rovněž k proliferaci a aktivaci MDSC buněk, které přispívají ke stimulaci tumorogeneze a růstu nádorových buněk. Supresi imunitní odpovědi buňkami MDSC lze zprostředkovat buď přímým kontaktem buňka-buňka nebo produkcí různých mediátorů. Aktivované MDSC pak působí jako regulátory buněk přirozené i adaptivní imunity, především jako inhibitory aktivace T lymfocytů, NK buněk, inhibitory produkce protilátek B lymfocyty a iniciátory supresorových lymfocytů Treg. MDSC se, kromě nádorových onemocnění, účastní také regulace imunitní odpovědi v průběhu bakteriálních a parazitárních infekcí, akutních a chronických zánětů nebo sepsí. Například expanze obou skupin MDSC v modelovém myším organismu byla prokázána při infekci Mycobacterium tuberculosis, Trypanosoma crusi, Toxoplamosou gondií, Leishmanií major nebo při polymikrobiální sepsi.

## Expanze a aktivace
Proces myelopoézy probíhá v kostní dřeni, kde je kontrolován souborem faktorů (GM-CSF, M-CSF, SCF, IL3, FTL 3), které zajišťují jeho správný průběh. Hematopoetická kmenová buňka se zde diferencuje na buňku progenitorovou, z níž se následně stává buňka IMC. Za patologických podmínek se buňky IMC akumulují v poškozeném místě, kde jsou dále diferencovány na buňky MDSC, které zde potlačují efektorové buňky imunitního systému. Aby mohly MDSC působit imunosupresivně, musí být nejprve dostatečně zmnoženy a aktivovány. Toho je docíleno přítomností dvou skupin stimulačních faktorů: mediátorů, produkovaných nádorovými buňkami, které podporují MDSC expanzi; a mediátorů, produkovaných aktivovanými T lymfocyty, které napomáhají MDSC aktivaci.
Expanze MDSC je spuštěna prostřednictvím prostaglandinu E2 (PGE2), cyklooxygenázy 2 (COX2), cytokinů (CSF,M-CSF, GM-CSF, IL6) a endoteliálního růstového faktoru VEGF. Tyto faktory iniciují vnitřní signalizační dráhu JAK2/ STAT3, která má vliv na proliferaci, diferenciaci a apoptózu buněk. STAT 3 je hlavní transkripční faktor expanze MDSC buněk, jehož aktivace je spjata se zvýšenou proliferací myeloidních progenitorových buněk v přítomnosti vysoké exprese BCL-XL, cyklinu D1, MYC a survivinu. Vlivem těchto podmínek dochází k abnormální aktivaci STAT 3, který působí inhibičně na diferenciaci zralých myeloidních linií, místo nichž jsou vytvářeny buňky MDSC. Jejich expanze je také regulována proteiny S100A8 a S100A9, jejichž množství koreluje s hladinou STAT 3 a positivně působí na proliferaci a diferenciaci MDSC. Prozánětlivé proteiny rodiny S100 jsou exprimovány ve vysokém množství především v národovém mikroprostředí, kde podporují MDSC expanzi.
Aktivace MDSC je zajištěna prostřednictvím ligandů TLR nebo cytokinů IFNγ, IL4, IL13, TGFβ. Ty jsou produkovány aktivovanými T lymfocyty a buňkami stroma, na základě rozvoje infekce, zánětu nebo národu v organismu. Odezvou na přítomné aktivační faktory je spuštěna jedna ze signálních drah STAT 1, STAT 6/ NFκB, které vedou k aktivaci MDSC. Signální dráha STAT 1 je iniciována IFNγ, uvolněným z aktivovaných T lymfocytů. IFNγ podporuje aktivaci receptoru IL4Rα a enzymu arginázy 1 současně s expresí inducibilní NO-syntázy (iNOS). Signální dráha STAT 6 je zahájena vazbou IL4Rα na jeden z cytokinů IL4 nebo IL13. Zvýšené množství IL4 a IL13 je zaznamenáno v místech s vysokou aktivitou enzymu arginázy 1, která zvyšuje schopnost tlumit funkci imunitního systému prostřednictvím MDSC. Oběma dráhami STAT 1 i STAT 6 je, stejně jako skrz TLR receptor, aktivován transkripční faktor NFκB, který přepisem do jádra aktivuje MDSC buňky. V průběhu aktivace je uvolněno velké množství arginázy 1, iNOS a TGFβ, které mají imunosupresivní účinek.

## Suprese
Supresorová aktivita MDSC může být zajištěna buď mediátory uvolněnými během jejich aktivace nebo přímým buněčným kontaktem, pomocí vazby na povrchový receptor efektorové buňky. Hlavními supresorovými složkami jsou argináza 1 a iNOS, které se podílí především na inhibici T lymfocytů. Substrátem obou těchto enzymů je L-arginin. Přítomnost vysokého množství arginázy 1 vede ke zvýšenému katabolismu L-argininu, což způsobuje sníženou expresi CD3 ζ řetězce T buněčného receptoru a současně pokles regulátorů buněčného cyklu (cyklin D3, cyklin-dependentní kináza 4). Působením enzymu iNOS je L-arginin přeměn na citrulin a NO. Tyto produkty poté zabraňují antigenní prezentaci skrz MHC II. molekuly, současně inhibují JAK3/STAT5 funkci T lymfocytů a zahajují jejich apoptózu. Výše zmíněné supresorové faktory se účastní především snížení T buněčné aktivity. Radioaktivní sloučeniny kyslíku (ROS) mají, kromě suprese T lymfocytů a jejich indukce ke zvýšené produkci IFNγ, rovněž schopnost potlačit diferenciaci buněk přirozené imunity (makrofágů a dendritických buněk). Produkce ROS je iniciována buď cytokiny TGFβ, IL3, IL6, IL10, GM-CSF, podílejícími se na aktivaci NADPH oxidázy nebo vazbou S100A8/S100A9 na komponenta NADPH, která rovněž aktivuje NADPH oxidázu v MDSC a zvyšuje jejich produkci ROS. Přímou modifikací ROS nebo jejich kombinace s NO mohou vést k vzniku peroxynitritu, který způsobuje nitraci nebo nitrosylaci některých aminokyselin, což vyvolává apoptózu antigen specifických T lymfocytů.
Přímým kontaktem T buněk s MDSC buňkami produkujícími peroxynitrit je docíleno nitrace TCR receptoru a CD8 koreceptoru, což se projevuje strukturními změnami v TCR-CD3 komplexu. Kromě snížení reaktivity T lymfocytů a jejich zabránění migrace do nádorových ložisek, ovlivňují MDSC i aktivitu NK buněk. Skrz membránově vázaný cytokin TGFβ1, inhibují NK cytotoxicitu, produkci IFNγ i expresi transmembránového proteinu NKG2D. Utlumení imunitní odpovědi je zprostředkováno i působením regulačních T buněk. Treg je možné aktivovat opět dvěma cestami: tumor specifickými T buňkami společně s cytokiny IFNγ a IL10; nebo přímou vazbou CD152 (CTLA4) receptoru Treg na buňky MDSC.

## Inhibice
Inhibici MDSC buněk lze uskutečnit na úrovni expanze nebo plné aktivace, kdy dochází k potlačení jejich supresorové funkce. Faktory, uplatňující se u MDSC buněčné expanze, se rovněž využívají u jejich neutralizace. SCF signalizace je inhibována zablokováním KIT receptoru, čímž je umožněna interakce hematopoetické kmenové buňky s cytokinem CSF. Výsledkem je snížená exprese MDSC buněk a současně i nižší národová angiogeneze. Specifickými protilátkami je možné blokovat také faktor VEGF, čehož se využívá u pacientů s metastatickým nádorem ledvinových buněk. Bylo prokázáno, že tento postup snižuje počet CD11b+VEGFR1+ populace MDSC buněk v periferní krvi. Pokles expanze MDSC je zaznamenám i při inhibici PIR-B receptoru (leukocytární imunoglobulinový receptor rodiny B, člen 3 - LILRB3), což zabraňuje diferenciaci nezralých myeloidních linií. MDSC buňky s geneticky odstraněným PIR-B receptorem jsou přeměněny na buňky M1, které po vstupu do periferní krve iniciují STAT1/NFκB signalizaci. Následně počet M1 buněk prudce vzrůstá, snižuje se supresorová schopnost MDSC a dochází k aktivaci T regulačních lymfocytů.
Funkce MDSC buněk jsou inhibovány, na základě regulace produkce supresorových látek. Cyklooxygenáza 2 je nezbytná pro produkci prostaglandinu 2 (PGE2), který spouští zvýšenou expresi arginázy 1 buňkami MDSC. Potlačením COX 2 nastává pokles arginázy 1, zároveň dochází k zesílení protinádorové reakce T lymfocytů a zvýšené efektivitě imunoterapie. Také fosfodiesterové inhibitory snižují expresi arginázy 1 a iNOS, což je uplatňováno při regulaci supresorových funkcí u pacientů s rostoucími nádory. Efektivita inhibitorů reaktivních sloučenin kyslíku (ROS) byla prozatím prokázána pouze u myší s nádorovými ložisky. Produkci supresorových faktorů MDSC buňkami lze regulovat i některými farmakologickými cestami, například nesteroidními protizánětlivými léky, snižujícími produkci ROS; nebo nitroaspirinem, upravujícím aktivitu enzymů arginázy 1 i iNOS.

## Eliminace
Eliminace MDSC buněk je dosažena chemoterapeutickou léčbou, případně v myších modelových organismech pomocí gemcitabinu. Dochází zde k navození imunoterapie, anti-tumorové imunitní odpovědi a významné redukci v počtu MDSC. Existují i terapeutické strategie eliminace MDSC, založené na aplikaci ATRA (all trans retinoic acid), která snižuje počet MDSC u nádorových pacientů. Princip léčby je postaven na zjištění, že metabolity vitaminu A (kyselina retinová) podporují stimulaci diferenciace myeloidní progenitorové buňky na zralé dendritické buňky a makrofágy. V opačném případě, při nedostatku vitamínu A se buňka IMC přeměňuje na nezralé supresorové buňky MDSC.